# منطقه ۵۵ (قطر)
منطقه ۵۵ یک منطقهٔ مسکونی در قطر است که در الریان (شهرداری) واقع شده‌است. منطقه ۵۵ ۸۲٫۴ کیلومتر مربع مساحت و ۲۸۳٬۶۷۵ نفر جمعیت دارد.